# 큰생쥐꼬리박쥐
큰생쥐꼬리박쥐(Rhinopoma microphyllum)는 생쥐꼬리박쥐과에 속하는 박쥐의 일종이다. 알제리와 방글라데시, 부르키나파소, 중앙아프리카공화국, 차드, 지부티, 이집트, 에리트레아, 에티오피아, 인도, 인도네시아, 이란, 이스라엘, 이라크, 요르단, 리비아, 말리, 모리타니, 모로코, 미얀마, 니제르, 나이지리아, 오만, 파키스탄, 사우디아라비아, 세네갈, 수단, 태국, 튀니지, 서사하라 그리고 예멘에서 발견된다. 자연 서식지는 아열대 또는 열대 기후 지역의 건조 관목지대이다. 봄에 짝짓기를 시작한다.
런던왕립학회에서 출판한 연구 결과에 의히면, 큰생쥐꼬리박쥐는 이스라엘의 요르단 열곡의 동굴에서 보통 따뜻하고 일정한 온도 섭씨 20도에서 동면을 한다. 10월부터 2월까지 큰생쥐꼬리박쥐는 반수면 상태에서 발견되며, 15~30분마다 한번 숨을 쉬면서 에너지 소모를 최대한 줄인다.